# خاشماز (مدينة)
خاشماز (بالأذرية: Xaçmaz)‏، تات: Xaçməz) بلدة أذربيجانية تقع في شمال أذربيجان.

## الاقتصاد
اقتصاد خاشماز زراعي وسياحي يوجد به بعض الصناعات.

## المدن المتوأمة
- يالطا، أوكرانيا، (منذ 2009)[4]

## معرض صور

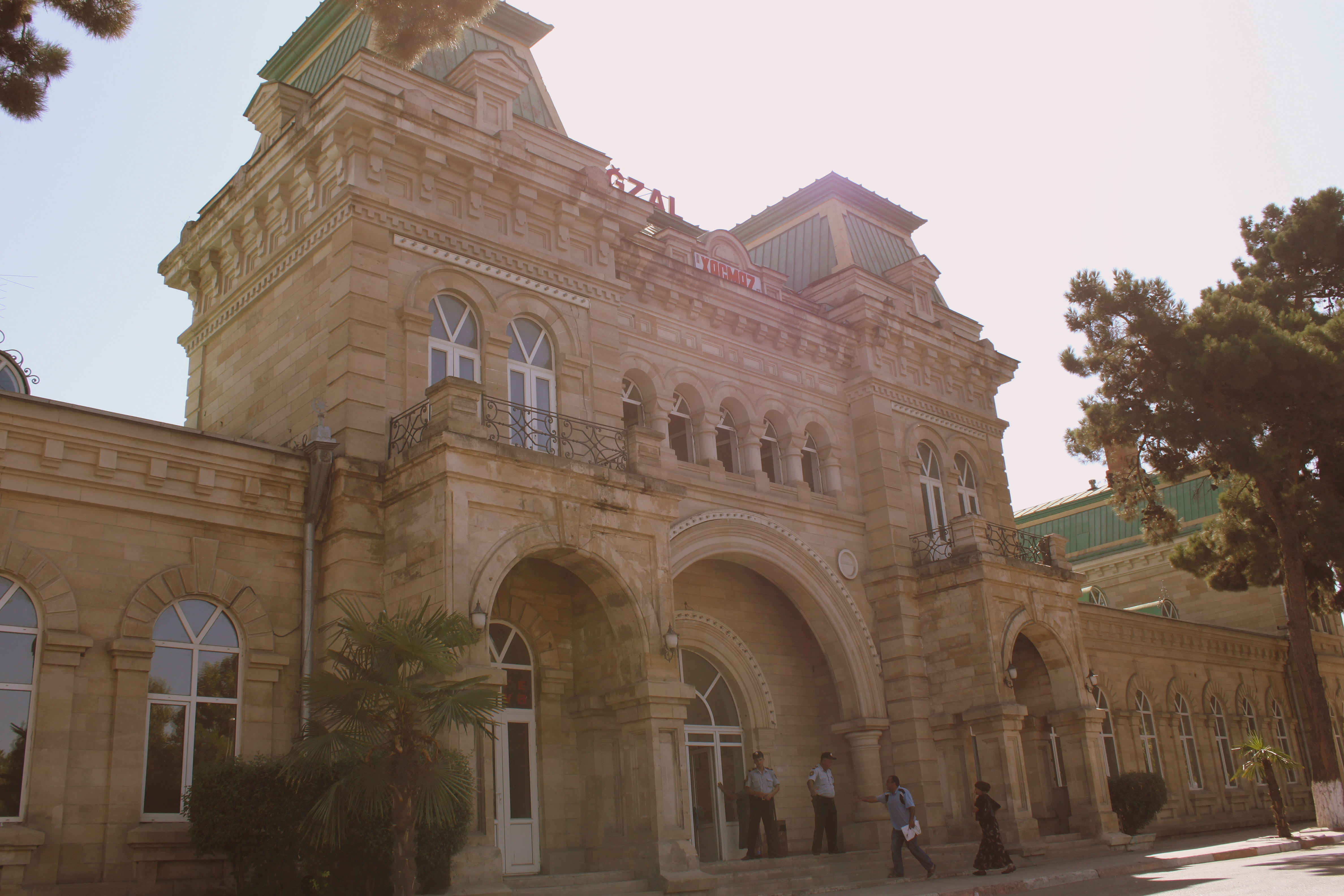
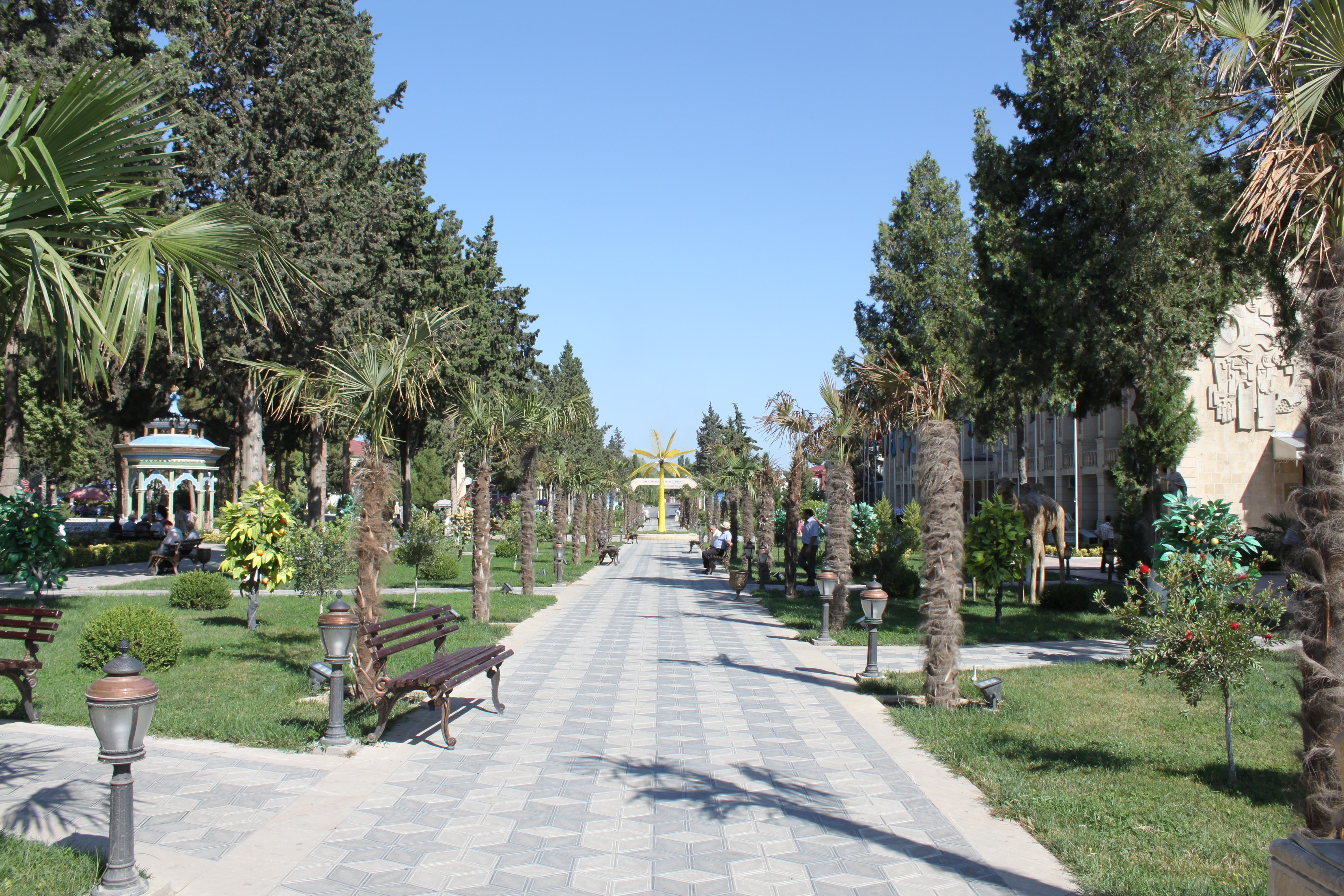

## وصلات خارجية
- Khachmaz (as Xaçmaz) في GEOnet